# Gorham (pera)
Gorham es el nombre de una variedad cultivar de pera europea Pyrus communis. Criado en Nueva York, EE. UU. en 1910 por Richard Wellington en la Estación experimental agrícola del estado de Nueva York. Es el resultado del cruce como Parental-Madre de 'Williams' Bon Chretien' x Parental-Padre 'Josephine de Malines'. El sabor de las peras Gorham es dulce, con un toque de acidez de fondo.

## Historia
Criado en Nueva York, EE. UU. en 1910 por Richard Wellington en la Estación experimental agrícola del estado de Nueva York. Es el resultado del cruce como Parental-Madre de 'Williams' Bon Chretien' x Parental-Padre 'Josephine de Malines'. Fue introducido en el Reino Unido en 1923. Recibió un Award of Garden Merit (Premio al Mérito del Jardín) de la Royal Horticultural Society.
La pera 'Gorham' está cultivada en diversos bancos de germoplasma de cultivos vivos tales como en National Fruit Collection con el número de accesión: 1973-305 y nombre de accesión: Gorham (LA).

## Características
'Gorham' es un árbol de extensión erguido, y se forman espolones fácilmente, de vigor moderado. Los botones florales pueden aguantar las heladas tardías. Tiene un tiempo de floración que comienza a partir del 25 de abril con el 10% de floración, para el 29 de abril tiene una floración completa (80%), y para el 8 de mayo tiene un 90% caída de pétalos.
'Gorham' tiene una talla de fruto de medio a grande; forma ovoide a cónica, con un peso promedio de 232,00 g; con nervaduras débiles; piel gruesa; epidermis con color de fondo amarillo, con un sobre color ausente, importancia del sobre color ausente, y patrón del sobre color ausente, las lenticelas con cientos de puntos de ruginoso-"russeting" por la mayoría de la piel en zonas más espesos y otras zonas en maraña, "russeting" (pardeamiento áspero superficial que presentan algunas variedades) alto (51-75%); cáliz medio y abierto, ubicado en una cuenca de profundidad media; pedúnculo de una longitud muy corto, con un ángulo recto, con una curva ausente, y un grosor de grueso a muy grueso; carne de color blanco amarillento, pulpa cremosa, fina y jugosa con un dulce sabor almizclado.
El sabor de las peras Gorham es dulce, con un toque de acidez de fondo. Hay un ligero elemento almizclado en el aroma. La pulpa es jugosa y suave cuando está madura. Uno de los beneficios de esta variedad de pera es que también se cocinan muy bien.
Mejor cuando se recolecta la pera aún debe estar verde y relativamente dura. Las condiciones óptimas para la maduración se encuentran en áreas secas y sombreadas, y la maduración generalmente toma de 7 a 10 días desde que se recogió la pera. A medida que la pera madura, el color cambiará lentamente a un amarillo suave y la pera se suavizará. Las peras producidas comercialmente normalmente se recolectan y envían a las tiendas mientras están verdes.

## Polinización
Excelente polinizador para otras variedades ya que es parcialmente autofértil.
'Gorham' está incluido en el grupo de polinización 4, pero para obtener la mejor cosecha de este peral, necesita una de las siguientes variedades cercanas:
- Beurré Bosc (grupo de polinización 4)
- Brandy (grupo de polinización 4)
- Clapp's Favorite (grupo de polinización 3)
- Concorde (grupo de polinización 3 a 4)
- Conference (polinización grupo 3)
- Doyenneé du Comice (grupo de polinización 4)
- Winter Nelis (grupo de polinización 3)[6]